# Urania fernandinae
Urania fernandinae är en fjärilsart som beskrevs av Macleay 1834. Urania fernandinae ingår i släktet Urania och familjen Uraniidae. Inga underarter finns listade i Catalogue of Life.